# Partito dei Lavoratori d'Etiopia
Il Partito dei Lavoratori d'Etiopia è stato l'unico partito politico etiope legale dal 1984 al 1991. Era il partito unico della Repubblica Popolare Democratica d'Etiopia, fino alla caduta di Menghistu Hailé Mariàm e di quello Stato. Era un Partito comunista d'ispirazione marxista-leninista e filo-sovietico.

## Segretario Generale
Menghistu Hailé Mariàm 12 settembre 1984-21 maggio 1991